# Eloy de la Iglesia

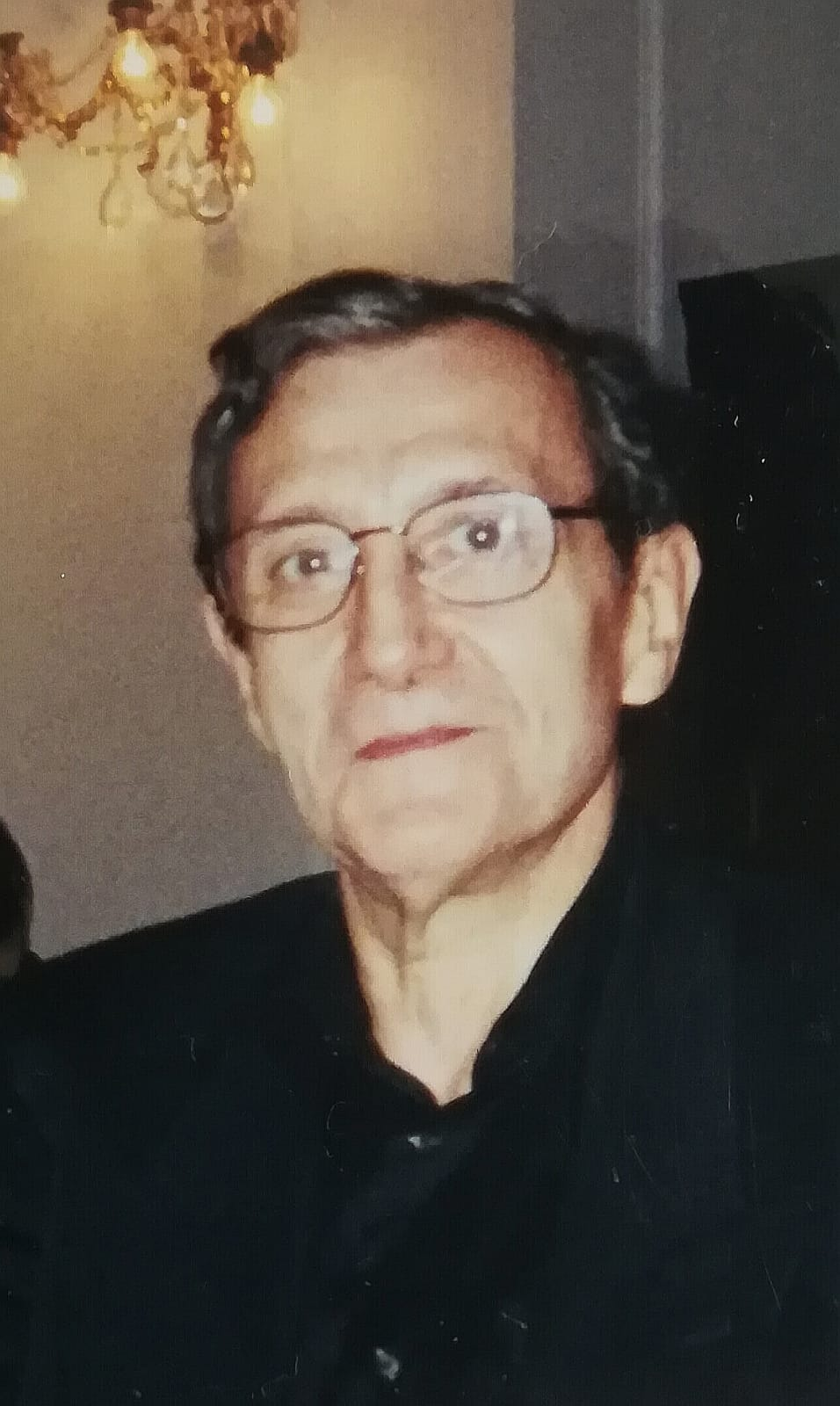
Eloy de la Iglesia

Eloy de la Iglesia (* 1. Januar 1944 in Zarautz, Gipuzkoa; † 23. März 2006 in Madrid) war ein spanischer Filmregisseur.

## Leben
De La Iglesia wurde vor allem durch seine Filme in den 1970er Jahren bekannt. Überwiegend drehte er Filme, die sich mit Drogen, Jugendkriminalität und Sexualität auseinandersetzten. Sein Film Cannibal Man (1972) erlangte in Deutschland Kultstatus. Den letzten Film Bulgarian Lovers hatte de la Iglesia 2003 gedreht.

## Filmografie
- 1966: Fantasía… 3
- 1969: Algo amargo en la boca
- 1970: Cuadrilátero
- 1971: El techo de cristal
- 1972: Cannibal Man (La semana del asesino)
- 1973: Dead Angel – Einbahnstraße in den Tod (Una gota de sangre para morir amando)
- 1973: Nadie oyó gritar
- 1975: Juego de amor prohibido
- 1976: La otra alcoba
- 1977: Los placeres ocultos
- 1977: La criatura
- 1978: El sacerdote
- 1979: Der Abgeordnete (El diputado)
- 1980: Angst, nachts auszugehen (Miedo a salir de noche)
- 1980: Navajeros
- 1981: La mujer del ministro
- 1982: Colegas
- 1983: El pico
- 1984: El pico 2
- 1985: Otra vuelta de tuerca
- 1987: La estanquera de Vallecas
- 2001: Calígula (TV)
- 2003: Bulgarian Lovers (Los novios búlgaros)